# Johann Hager von Allentsteig
Johann Freiherr Hager von Altensteig, (auch Johann Nepomuk Haager von Altensteig; * 8. Juni 1761; † 25. Oktober 1822 und begraben in Temesvár) war Feldmarschall-Lieutenant.

## Leben
Johann war der ältere Sohn von Franz Alois Freiherr Hager von Allentsteig und Marianna/Maria Anna Gräfin Schlick (1734–1787), Tochter des Franz Heinrich Reichsgrafen von Schlik und Maria Eleonora Gräfin von Trauttmansdorff. Sein jüngerer Bruder Franz Hager von Allentsteig (1750–1816) war Beamter und Präsident der obersten Polizei- und Censur-Hofstelle.
Johann kämpfte zuerst im Zweiten Koalitionskrieg mit. 1801 war er als Oberst Kommandant des Dragonerregiment „Modena“ Nr. 5 und wurde dann General-Adjutant des Erzherzogs Karl. 1808 (bzw. 1805) wurde er Generalmajor.
1809 diente Freiherr Hager beim Heer in Innerösterreich, focht bei Pordenone und Sacile, und geriet bei San Salvador und Campana (Gemeinde Crescentino) in französische Gefangenschaft. Im November 1812 wurde er Feldmarschall-Lieutenant und 1821 dann als Festungskommandant nach Temesvár im Banat.
Johann war k. k. Kämmerer, Geheimer Rat und Landstand von Österreich. Mit seinem Tod 1822 erlosch das niederösterreichische Adelsgeschlecht der Hager von Allentsteig im Mannesstamm.

## Familie
Johann Freiherr Hager ehelichte am 11. November 1809 Maria Magdalena von Iléssy (* 31. Juli 1793; † 1858), der Ehe entsprang nur eine Tochter
- Julie Marie Christine von Oldofredi-Hager (1813–1879), Dichterin ⚭ 1830 Alexander Graf von Oldofredi